# Schaijk
Schaijk est une localité de la commune néerlandaise de Landerd dans le nord-est de la province de Brabant-Septentrional. Le nom est probablement dérivé de sca-wijc, « site d'ombre ». Le 1er janvier 2006, Schaijk compte 6 897 habitants.

## Histoire

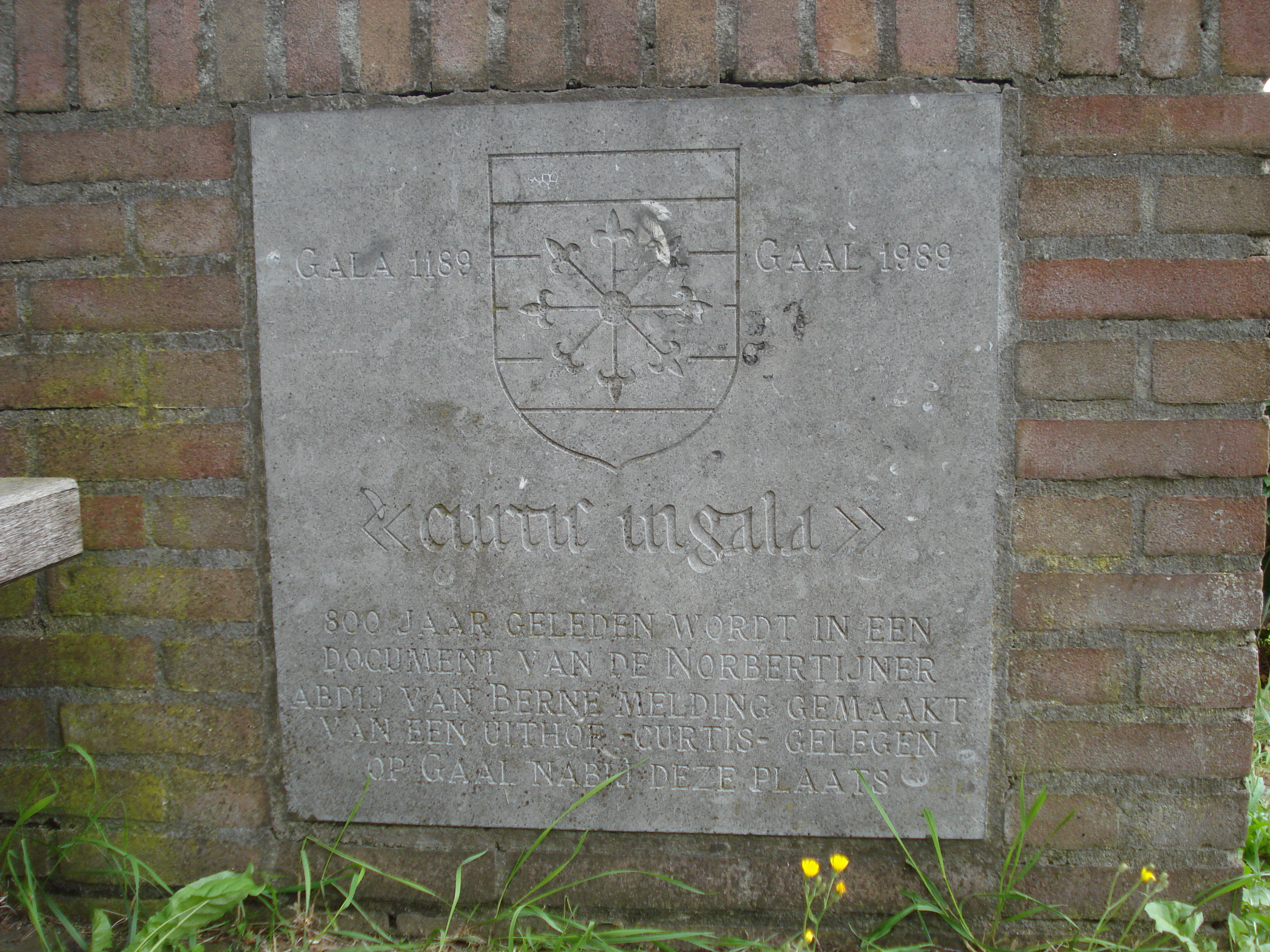
Schaijk, pierre commémorative Gaal.

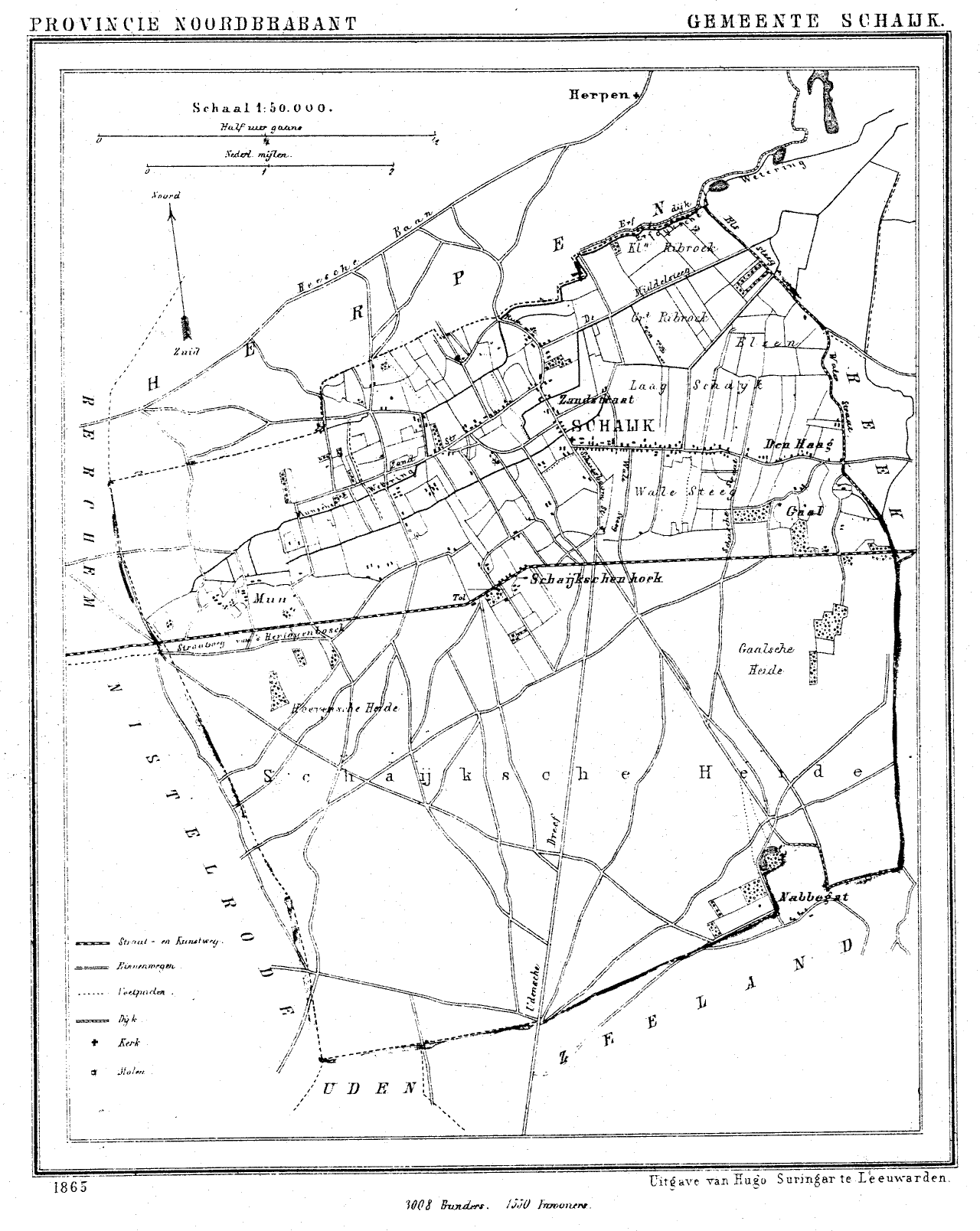
Schaijk en 1865.

En 1937, sur le territoire de Schaijk, une série de subtumuli, dont la plus vieille tombe date de la culture campaniforme (2000 à 1500 av. J.-C.), est découverte. Il s'agit de l'une des plus vieilles tombes de la province de Brabant-Septentrional. Pourtant, la position de Schaijk formait un frein sur le développement des habitats : la Meuse causait de fréquentes inondations sur le Bas-Schaijk au nord ; tandis que le sud était occupé par la Lande de Schaijk, terrain sablonneux infertile. La localité se développe en forme linéaire dans la zone intermédiaire. Les premières métairies Gaal (Gala, terre haute dénudée) et Mun (Mounlo site sablonneux entre les bois) sont fondées par l'abbaye des Prémontrés de Berne. Les habitants tombent alors sous la paroisse de Herpen. Gaal et Mun sont toujours des hameaux de Schaijk.
Schaijk appartient d'abord à la seigneurie de Herpen, puis successivement à la seigneurie de Ravenstein, au comté de Salm, au duché de Clèves, à l'électorat de Brandenburg, au palatinat de Neubourg. Le dernier seigneur est le palatin de Sulzbach, qui a régné plus de 50 ans, jusqu'à l'invasion de 1794 par les troupes françaises du général Pichegru. Ravenstein, avec Schaijk, a été une enclave indépendante dans les Pays-Bas jusqu'à l'occupation française et a été annexé en 1813 au Royaume des Pays-Bas (précurseur du Royaume-Uni des Pays-Bas). À cette occasion, Schaijk devient commune indépendante. Le 1er juillet 1942, la commune de Schaijk annexe l'ancienne commune de Reek. Le 1er janvier 1994, Schaijk et Reek forment avec l'ancienne commune de (Zeeland) la commune de Landerd.

### Paroisse
Pendant la guerre de Quatre-Vingts Ans (1568-1648), Schaijk, enclave catholique, est desservie par des prêtres de l'Ordre Teutonique ; après la paix de Münster, la localité devient paroisse indépendante sous le patronat de Saint Antoine le Grand. La première chapelle date de 1421 ; une tour est ajouté en 1531, la nef est agrandie en 1827. L'église actuelle, de l'architecte Petrus Stornebrink, est construite entre 1896 et 1902 ; elle a ceci de particulier, qu'on a construit la nouvelle tour en emmurant l'ancienne tour. 

### Époque actuelle
Schaijk, village d'agriculture mixte, se développe en village vert de vacances avec plusieurs terrains de camping. Le Toeristisch Platform de Landerd, fondé en 2002, a réalisé quelque 150 km de sentiers de randonnée. Chaque année depuis 1959, le village, rebaptisé pour l'occasion Moesland (pays du chou frisé), organise un grand cortège de Carnaval avec environ 80 associations participantes, qui organisent en dehors du Carnaval plusieurs activités dans l'année.

## Lieux et monuments
Schaijk compte trois inscriptions dans le registre des Monuments nationaux, l'orgue de l'église, la cure et le moulin Nooitgedacht . Plusieurs bâtiments de l'architecte Jan de Jong, qui a habité longtemps à Schaijk, sont classés monuments de la commune, dont les plus remarquables sont l'ancienne mairie et la maison de l'architecte.  

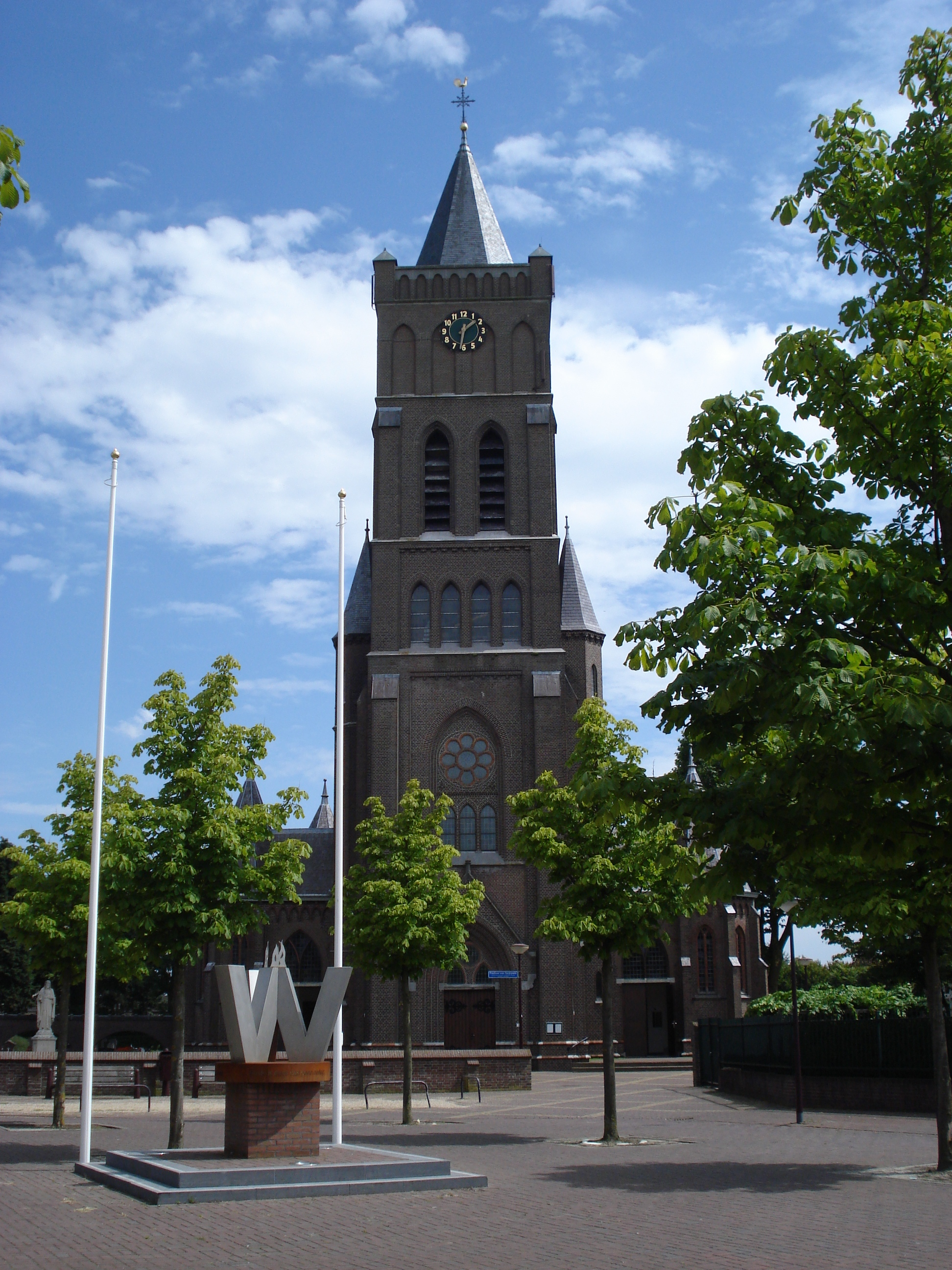
L'église Saint-Antoine
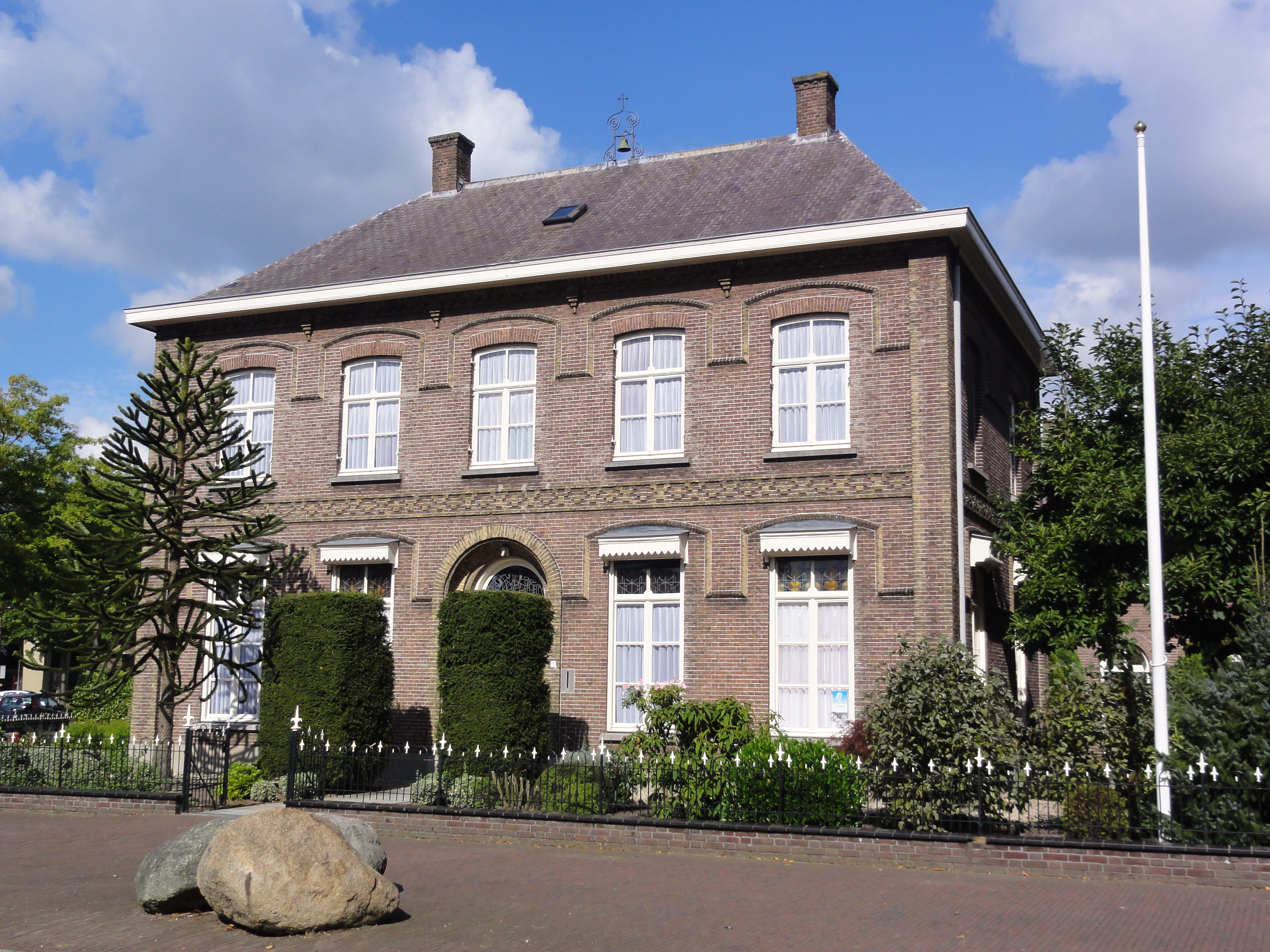
La cure
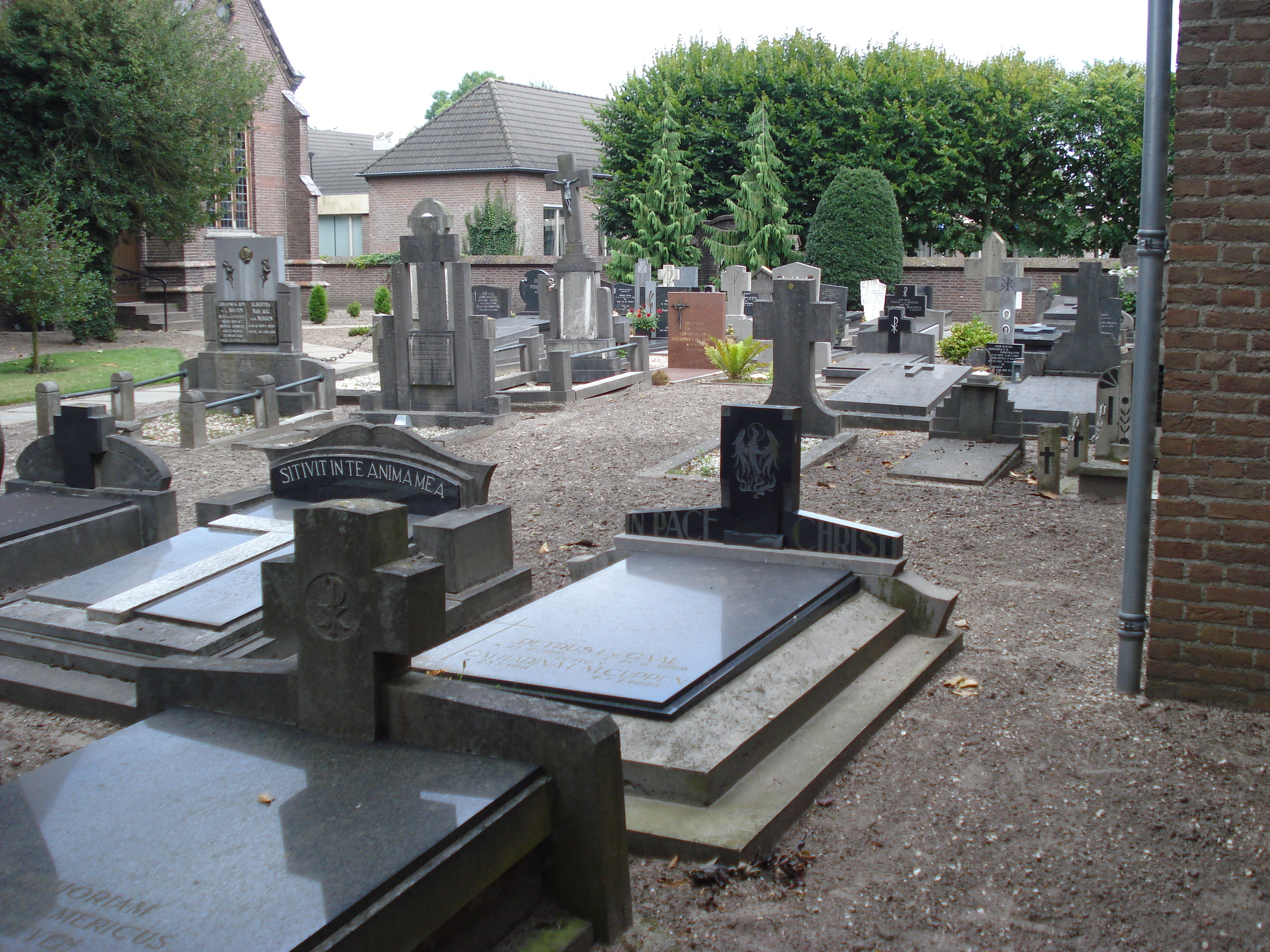
Le plus ancien des deux cimetières
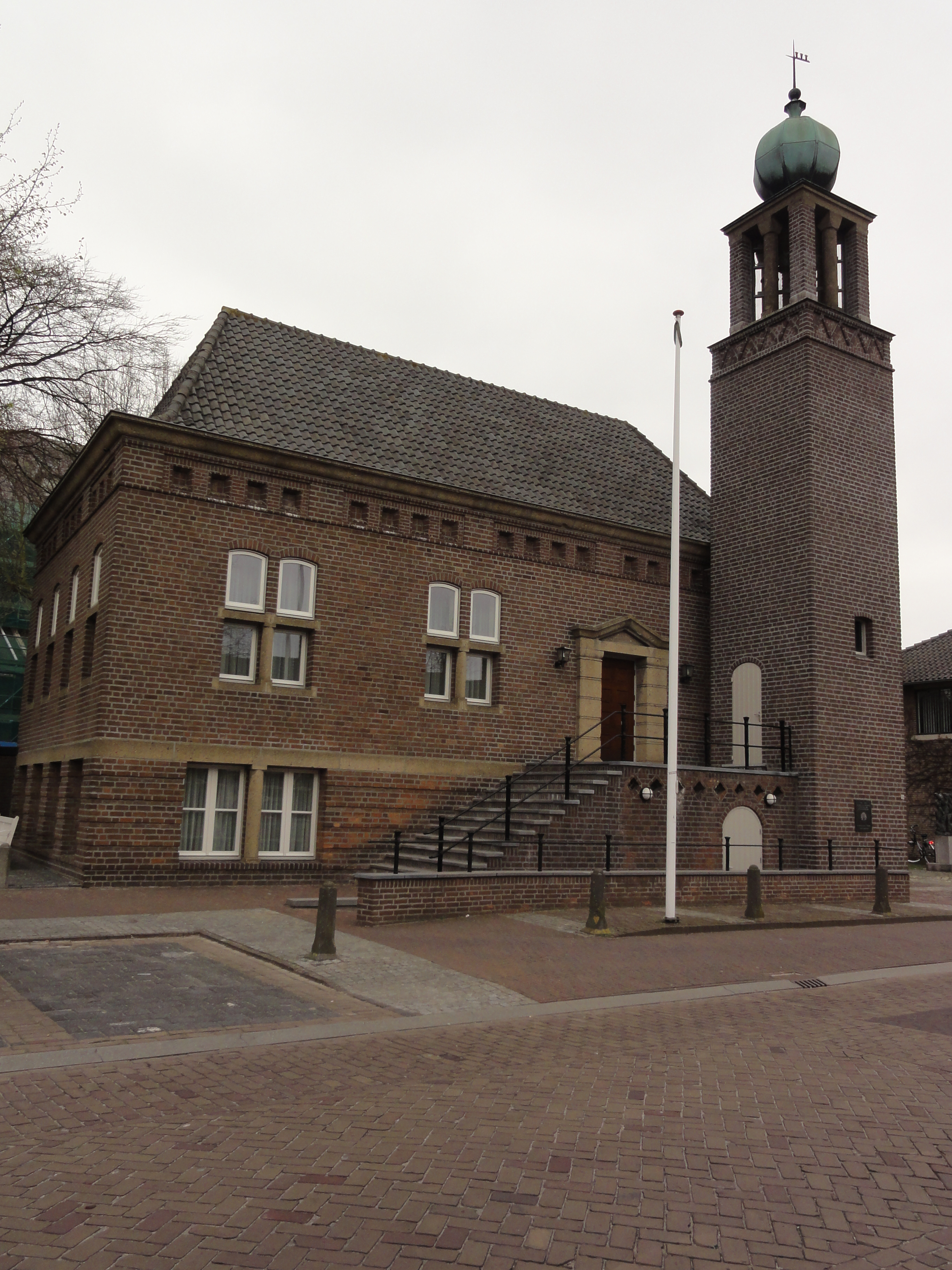
L'ancienne mairie, architecte Jan de Jong
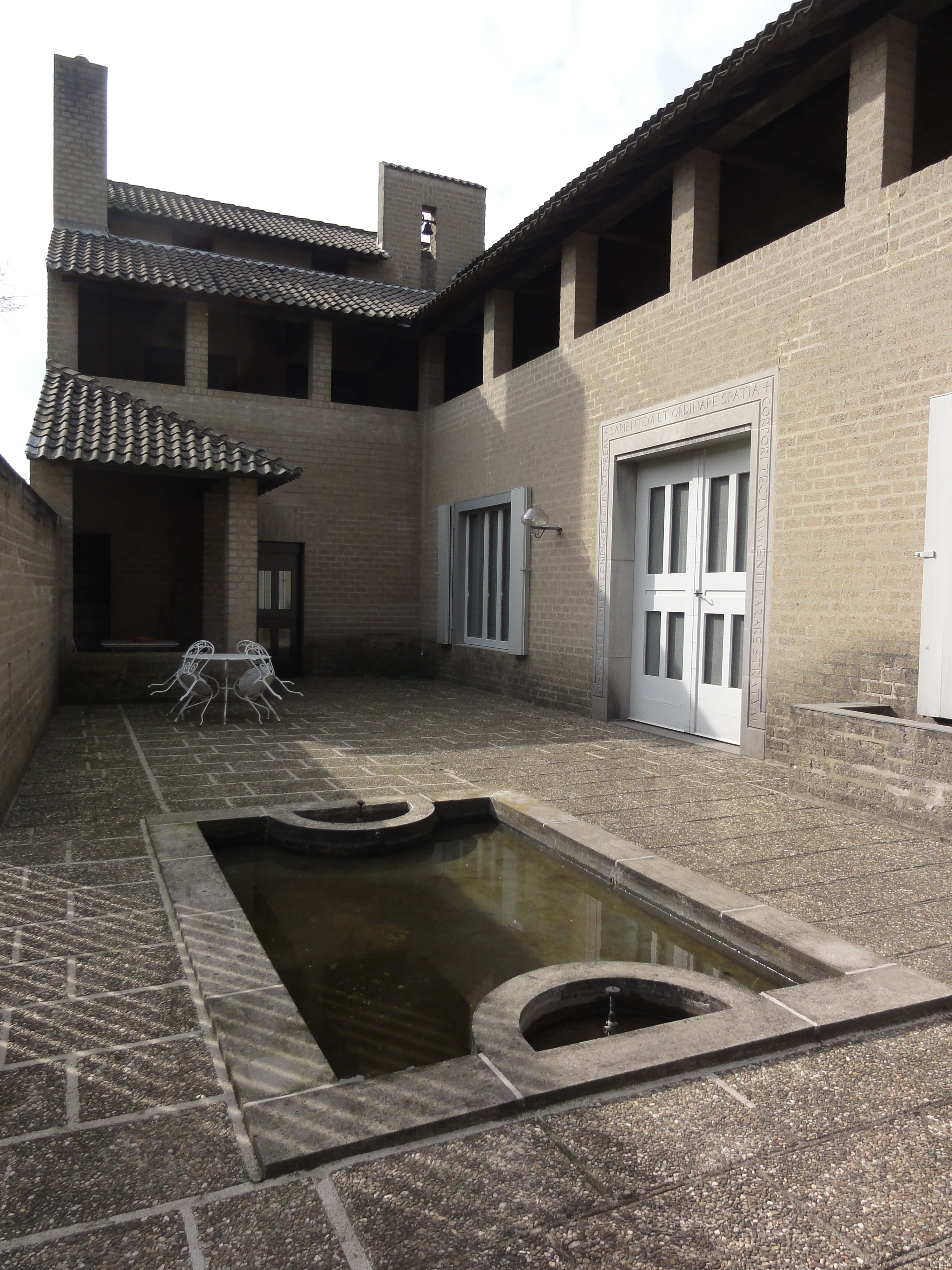
La maison de Jan de Jong, terrasse et aile d'habitation
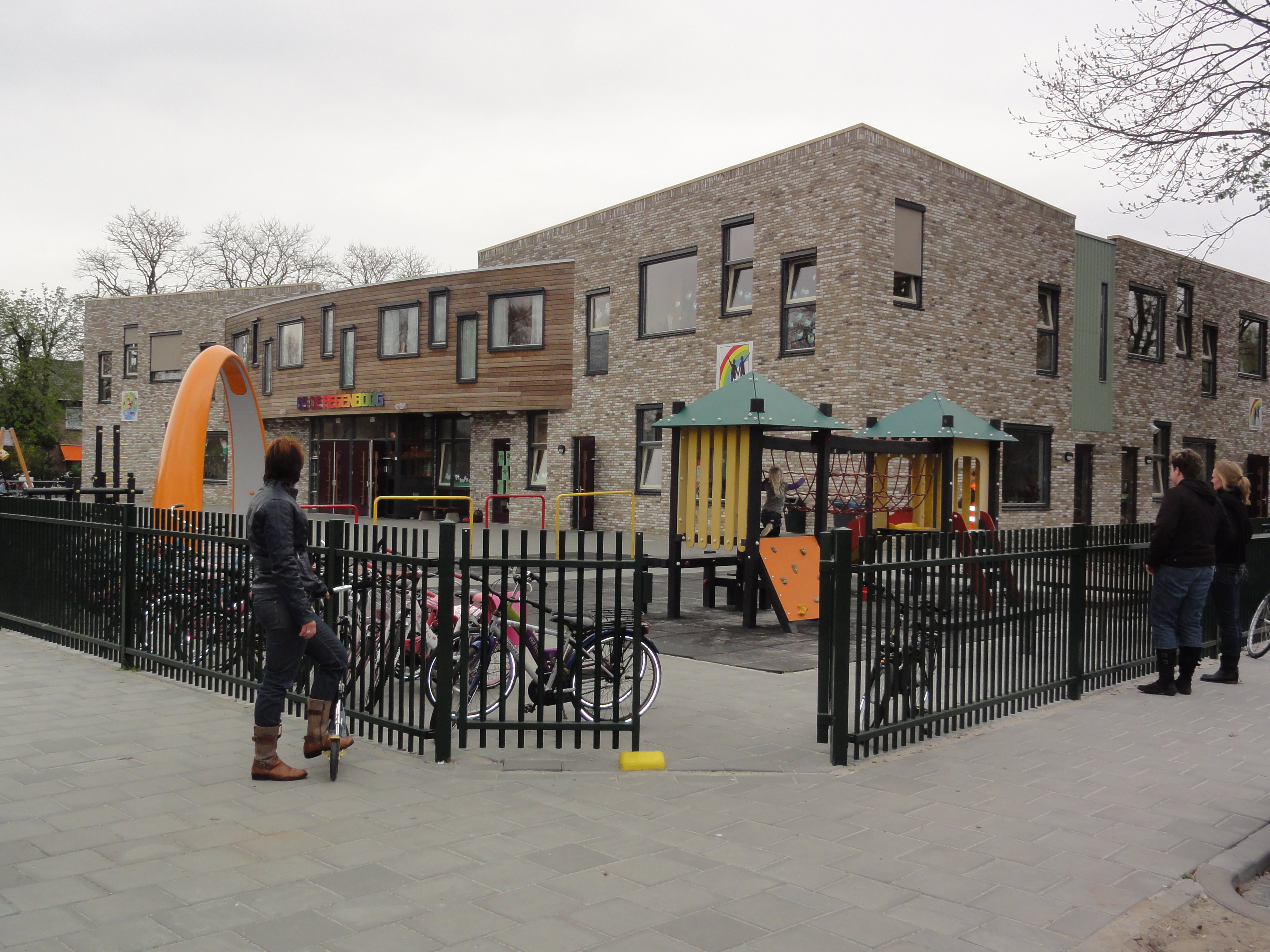
L'école primaire, bâtiment de 2010
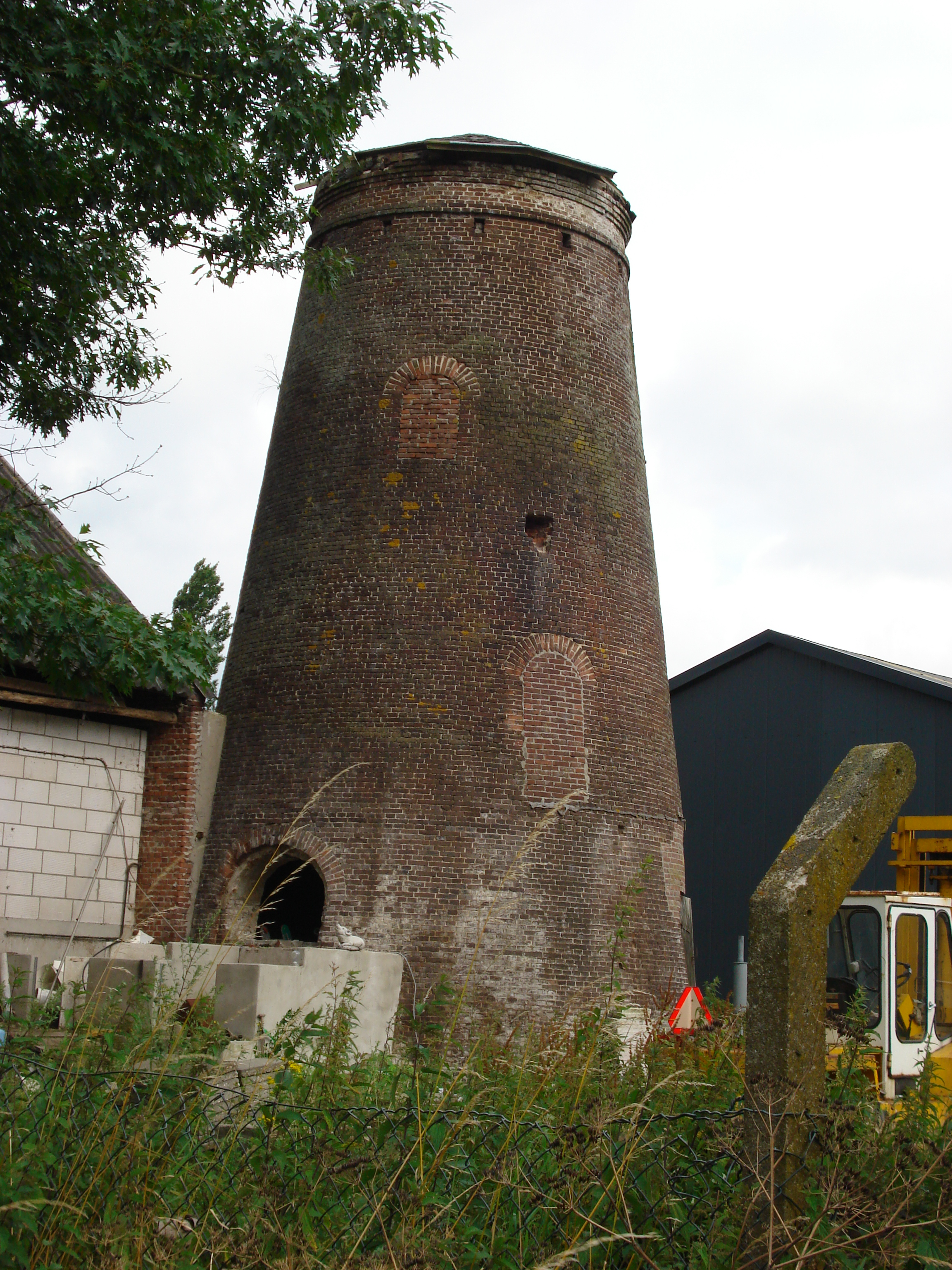
Moulin Nooitgedacht

## Personnalités liées au village
- Jan de Jong (1917–2001), architecte de la Bossche School, a habité à Schaijk des années 1960 à sa mort.
- Inge van der Heijden, coureuse cycliste, championne du monde de cyclo-cross espoirs 2019, né à Schaijk.
- Thijs Ploegmakers (1980–), musicien et DJ au nom d'articte Adaro, né à Schaijk.